# Дисцеполи, Джованни Баттиста

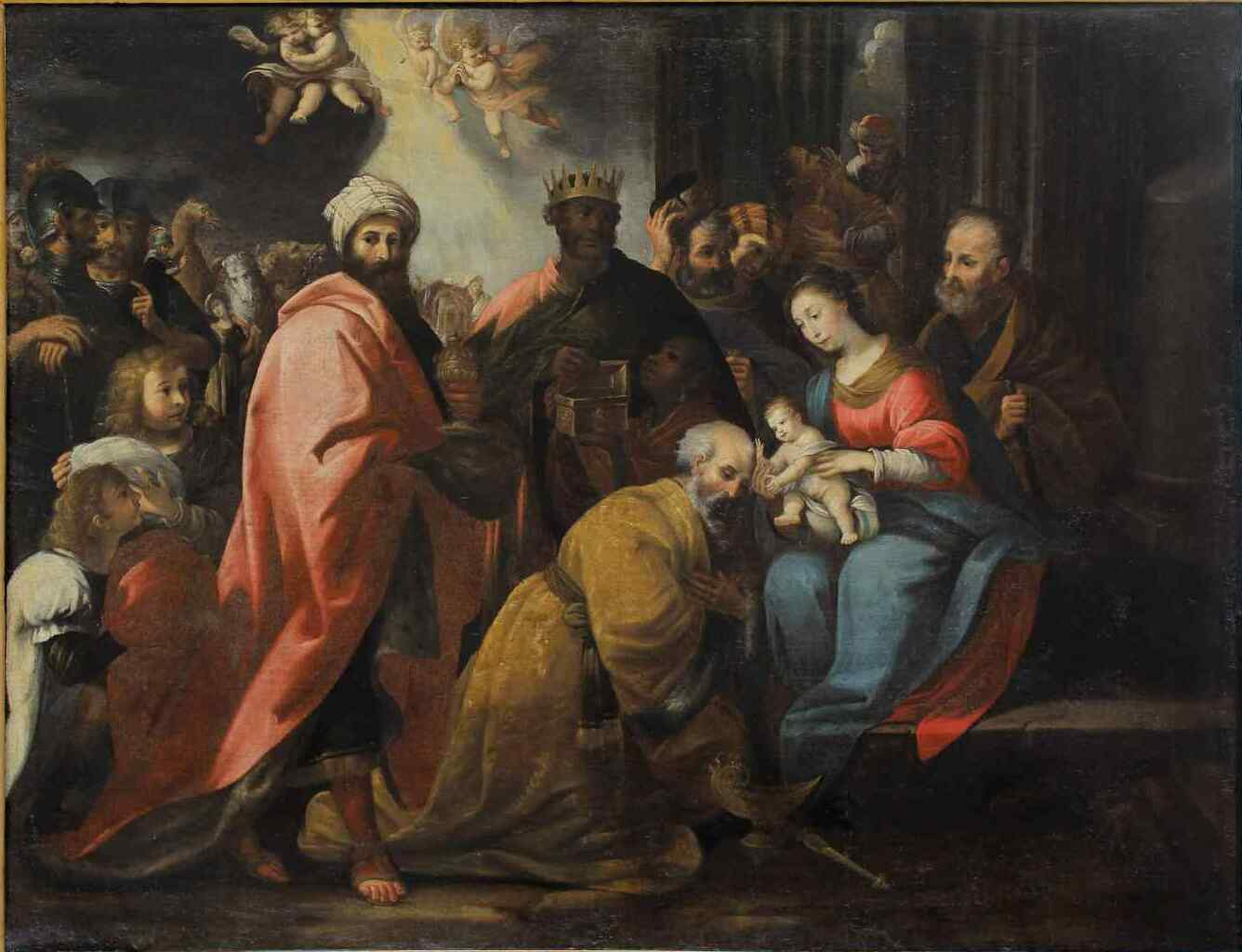
Поклонение волхвов

Джованни Баттиста Дисеполи, известный как Хромой из Лугано (Lo Zoppo da Lugano) (итал. Giovanni Battista Discepoli; ок. 1590, Лугано — ок. 1654, Милан) — швейцарско-итальянский художник эпохи барокко, работавшим, в основном, в Милане.

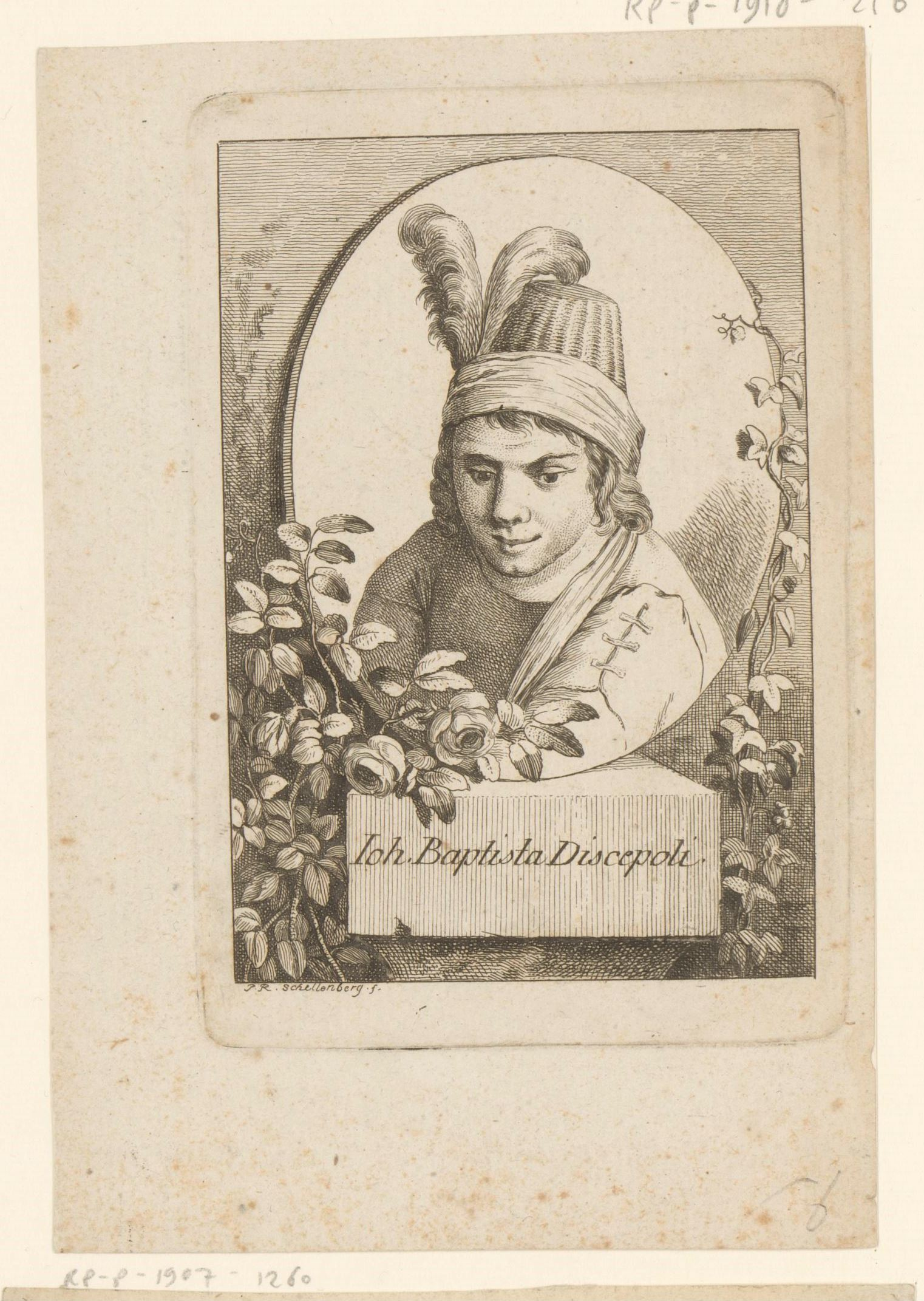
Портрет Д. Дисцеполи в молодости

Родился в Кастаньоле, близ Лугано. Учился у художника Камилло Прокаччини. Данные о художнике очень скудны. В двух документах от 28 февраля и 3 марта 1640 года, в которых он изображен, Дисеполи упоминается как свидетель, его также называют «мэром» (мирским администратором) приходской церкви Сан-Джорджо в Кастаньоле. Его семейное положение также неизвестно, за исключением, наличия детей, которые в 1677 году должны были выплатить остаток долгов, полученных их давно умершим отцом.
По-видимому, совершил поездку или жил какое-то время в Генуе, где у него была возможность изучить работы Ван Дейка и Рубенса, Бернардо Строцци и Джованни Баттиста Карлоне. В некоторых картинах его творчества в зрелом возрасте, ощутимо влияние венецианской живописи. Примерно в середине XVII века Дисеполи предложил личную интерпретацию ломбардской живописи, умело уравновешивая венецианские и генуэзские влияния: не склонный к резким контрастам драматических сцен, он предлагает свои лучшие работы, где его живопись мягкая и нюансированная, но обогащенная, с насыщенными и чувственными цветами, он хорошо вписывается в атмосферу нежной сосредоточенности данного предмета.
В Милане создал алтарную картину «Чистилище» для церкви Сан-Карло, и «Поклонение волхвов», первоначально написанное для Сан-Марчелло, теперь находится в галерее Брера. В Лугано также есть некоторые из его работ; в церкви Санта-Тереза в Комо есть изображение св. Бернарда из Ментона.
Одним из его учеников был Помпео Гити из Брешии.